# Santa Cruz da Trapa e São Cristóvão de Lafões
Santa Cruz da Trapa e São Cristóvão de Lafões (llamada oficialmente União das Freguesias de Santa Cruz da Trapa e São Cristóvão de Lafões) es una freguesia portuguesa del municipio de São Pedro do Sul, distrito de Viseu.

## Historia
Fue creada el 28 de enero de 2013 en aplicación de una resolución de la Asamblea de la República de Portugal promulgada el 16 de enero de 2013 con la unión de las freguesias de Santa Cruz da Trapa y São Cristóvão de Lafões, pasando su sede a estar situada en la antigua freguesia de Santa Cruz da Trapa.

## Demografía
| Gráfica de evolución demográfica de Santa Cruz da Trapa e São Cristóvão de Lafões entre 2011 y 2021 |
| |
| Datos según el nomenclátor publicado por el INE portugués.                                          |